# Stadio degli Undici d'oro di Kazimierz Górski
Lo stadio degli Undici d'oro di Kazimierz Górski (in polacco Stadion im. Złotej Jedenastki Kazimierza Górskiego), denominato in precedenza XXX-lecia PRL, è uno stadio di calcio polacco sito a Konin, grosso centro urbano nel voivodato della Grande Polonia.
L'impianto, con campo da gioco di dimensioni 105 x 68 m e superficie in erba naturale, è utilizzato per le partite interne del Medyk Konin, squadra di calcio femminile plurititolata e ha ospitato, oltre che incontri di Ekstraliga Kobiet, il massimo livello del campionato polacco di calcio femminile, e di Coppa di Polonia femminile, anche incontri di UEFA Women's Champions League.
È intitolato alla nazionale di calcio della Polonia allenata da Kazimierz Górski.